# 2007年世界房車錦標賽巴西站
2007年世界房車錦標賽巴西站是2007年度世界房車錦標賽的第一站賽事，正式比賽在2007年3月11日於巴西庫里奇巴國際賽道上舉行。這是第二次在巴西舉行賽事。第一回合由寶馬車隊的約克·梅拿勝出，第二回合由寶馬車隊的法夫斯勝出。